# Сігнахський муніципалітет
Сігнахський  муніципалітет (груз. სიღნაღის მუნიციპალიტეტი) — адміністративна одиниця мгаре Кахетія, Грузія. Адміністративний центр — місто Сігнагі.

## Населення
Станом на 1 січня 2014 чисельність населення муніципалітету склала 29 948 мешканців.
| Грузини | Вірмени | Росіяни | Єзиди  | Азербайджанці |
| 97,44%  | 0,73 %  | 0,70 %  | 0,34 % | 0,33%         |